# Stina Westerberg
Stina Margareta Westerberg, född 24 september 1962 i Stockholm, är en svensk musiker, VD och generaldirektör.
Stina Westerberg utbildade sig till flöjtist med masterexamen i musik vid Kungliga Musikhögskolan i Stockholm 1978–1983. Därefter har hon arbetat i ett antal symfoni-/operaorkestrar, såsom Sveriges Radios symfoniorkester, Berlinerfilharmonikerna, Folkoperan, Norrlandsoperan och Stockholms läns blåsarsymfoniker. 
Åren 1995–98 studerade hon strategisk kommunikation och informationsvetenskap vid IHM Business School och var därefter chef för marknadskommunikation vid telekommunikationsföretaget Datametrix AB 2001–03. I december 2003 blev hon chef för operaverksamheten Vadstena-Akademien, där hon förblev till 2009, då hon utsågs till VD för Svensk Musik Swedmic AB, ett dotterföretag STIM, och styrelseordförande i Export Music Sweden. Stina Westerberg är styrelseordförande i Folkoperan AB sedan 2021.
Mellan 1 maj 2011 och 1 maj 2021 var hon generaldirektör för nybildade Statens musikverk.
Från 1 september 2021 är hon VD för Örebro teater.

## Korruptionsanklagelser
Stina Westerberg blev tillsammans med fyra andra svenska kulturprofiler i april 2016 åtalad för korruptionsbrott i samband med ett antal middagstillställningar som anordnats av FST och SKAP 2012-14.   Tingsrätten ogillade åtalet i dess helhet, men Hovrätten gjorde motsatt bedömning och dömde de åtalade till dagsböter. Målet avgjordes i Högsta Domstolen i mars 2020 genom att HD förklarade att tillställningarna inte vara att betrakta som otillbörliga, och fastställde Tingsrättens friande dom. Under tiden för den rättsliga prövningen har Stina Westerberg ersatts i sin roll som generaldirektör för Musikverket av Gerhard Kunosson.